# Droom Dit
Droom Dit is de band rondom zanger Sam de Laat. De band bestaat naast De Laat uit Seth Suverijn-de Leeuw, Roos Tijssen, Kees Huitink, Amber Wolters en Joshua van Veldhoven.

## Geschiedenis
Droom Dit is een uit Enschede afkomstige band en maakt muziek die kan worden gecategoriseerd in de genres nederpop, indiepop en synthpop. Tekstschrijver De Laat wordt geïnspireerd door verschillende artiesten, zoals Radiohead, King Krule, Joy Division, Son Lux, Wende, Eefje de Visser en Cees Nootenboom.
Hun eerste single Zwijg de rest werd uitgebracht in maart 2023 en werd in juni 2023 opgevolgd met debuut-ep Sluit je ogen en. De band ontving in juli 2023 de Burger Beurs, een beurs om veelbelovende artiesten te helpen in het begin van hun carrière. Daarnaast werd de band ook geselecteerd voor de Popronde, waardoor deze in verschillende steden in Nederland te zien was. Eind 2023 bracht Droom Dit de single Laatste traan uit. Begin 2024 stond de band op ESNS. Tweede ep Of het terugkomt werd in februari 2024 uitgebracht. Andere festivals waar Droom Dit in 2024 te horen was, zijn onder andere Grasnapolsky, Dauwpop, Best Kept Secret, Wilde Weide en het Valkhof Festival. Begin 2025 werd debuutalbum Het hart bestaat niet en de rest ook niet uitgebracht. Met het album deed de band een tournee door Nederland, spelend in onder andere Simplon, Rotown en Merleyn.

## Discografie  (albums en ep's)
- Sluit je ogen en (ep, 2023)
- Of het terugkomt (ep, 2024)
- Het hart bestaat niet en de rest ook niet (album, 2025)